# 蘇原興亜町
蘇原興亜町（そはらこうあまち）は、岐阜県各務原市の地名。現行行政町名は蘇原興亜町一丁目から五丁目。

## 地理
各務原市の蘇原地区に属する。
町域の東部は蘇原東栄町、蘇原東島町、蘇原中央町、鵜沼三ツ池町、鵜沼川崎町、西部は蘇原瑞雲町、南部は川崎町、鵜沼川崎町、北部は蘇原野口町、蘇原東栄町、蘇原東島町、蘇原中央町に接する。
かつての稲葉郡蘇原町三柿野の一部であり、地名は蘇原町三柿野の頃からの通称に因む。
地域の多くは企業、工場で占められている。また蘇原興亜町四丁目は山（川崎山）がある。町域の南にはJR高山本線が通過する。
道路
- いちょう通り

## 歴史
この地域は稲葉郡蘇原村大字三柿野の一部であった。軍需工場の労働者の増加による人口増で大字三柿野には市街地が形成され、1943年（昭和18年）4月1日には蘇原村が町制施行し蘇原町となる。同時に市街地となった大字三柿野では通称地名が付けられ、この地域は興亜町と呼ばれるようになる。
1963年（昭和38年）4月1日、蘇原町は那加町、鵜沼町、稲羽町と合併し各務原市が発足すると、大字三柿野から分立し蘇原興亜町が成立。

## 世帯数と人口
2024年（令和6年）10月1日現在の世帯数と人口は以下の通りである。尚、統計上、蘇原興亜町二・三・四丁目は合わせて記載する。
| 丁目                     | 世帯数  | 人口  |
| ------------------------ | ------- | ----- |
| 蘇原興亜町一丁目         | 45世帯  | 112人 |
| 蘇原興亜町二・三・四丁目 | 11世帯  | 32人  |
| 蘇原興亜五丁目           | 52世帯  | 93人  |
| 計                       | 108世帯 | 237人 |

## 小・中学校の学区
市立小・中学校に通う場合、学区は以下の通りとなる。尚、蘇原興亜町の自治会は三柿野東自治会及び駅前東自治会である。
| 番・番地等 | 小学校                   | 中学校               |
| ---------- | ------------------------ | -------------------- |
| 全域       | 各務原市立蘇原第二小学校 | 各務原市立蘇原中学校 |

## 主な施設
- 各務原市水道事業庁舎川崎山配水池
- 川崎重工業岐阜工場北工場
- 天龍ホールディングス
- 山口車体工業
- 各務原航空機器
- 榎本ピーエー
- 八幡神社

## 交通
- 各務原市ふれあいバス蘇原線
- 最寄り駅はJR高山本線蘇原駅